# ノルディック・リージョナル・エアラインズ

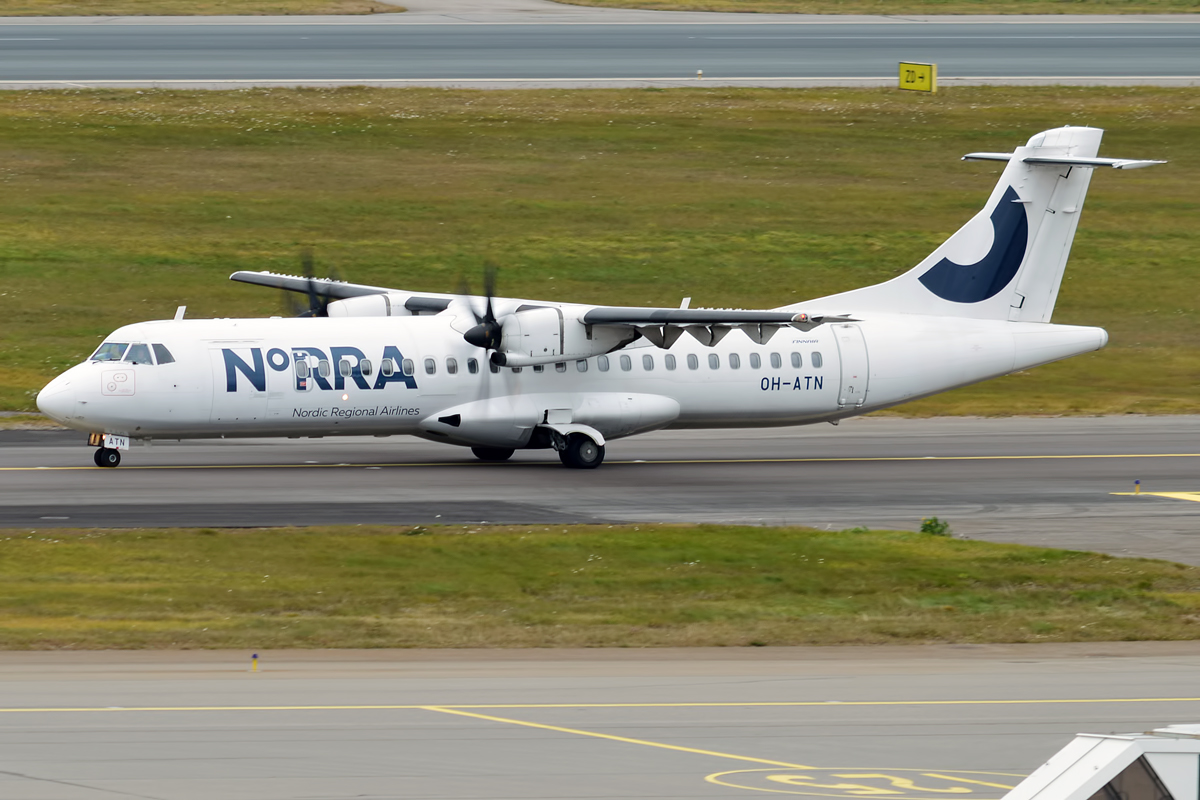
ATR 72-500

ノルディック・リージョナル・エアラインズ（英語：Nordic Regional Airlines）は、フィンランドを拠点とする航空会社である。ヘルシンキ・ヴァンター国際空港およびストックホルム・ブロンマ空港をハブに路線を展開している。

## 歴史
- 1993年 フィンランド共和国において、フィンコム航空（Finnish Commuter Airlines Oy）として運航を開始。
- 2011年8月24日 イギリスのFlybeとフィンランドのフィンエアーは、フィンコム航空を吸収合併させた形で、社名をフライビー・ノルディック航空（Flybe Nordic）とした上で、両社による共同運航を開始[1]。
- 2012年 フライビー・ノルディック航空（Flybe Nordic）から、フライビー・フィンランド（Flybe Finland）へ、社名を変更。
- 2012年10月25日 世界的な航空連合であるワンワールドに加盟しているフィンエアーの運航路線を一部担当する航空会社として、ワンワールド・アフィリエイトメンバーと認められ、ワンワールドに加盟した[2]。
- 2015年5月1日 Flybeが保有株式をフィンエアーに売却したことに伴い、フライビー・フィンランド（Flybe Finland）からノルディック・リージョナル・エアラインズ（Nordic Regional Airlines）へ社名を変更。

## 概要
『Flybe』ブランド名のもと、Flybeによって運航されていた。その為、国際航空運送協会・IATAコードがFlybeの『BE』だったが、その後、フライビー・ノルディック航空としてIATAコードが『FC』となった。フライビー・フィンランドと社名が変更された後も、路線計画には旧フィンコム航空が運航していた路線に加え、多くの新路線が含まれており、北欧諸国およびバルト海地域における地位の強化を計る。 また、新路線により、フィンエアーの国際線と接続するローカル線の充実が見込まれる。
株式保有比率は、Flybeが60％、フィンエアーが40％となっていた。買収後も本社所在地は、旧フィンコム航空の本社所在地であった、フィンランドのイルマヨキである。
各路線はフィンエアーのフライトスケジュールにも追加され、コードシェア便として運航されている。 Finnair Plus（フィンエアー・プラス）の会員は、フライビー・フィンランドのフライトで、マイレージプログラムのポイントを貯めることが出来る。

## 就航都市

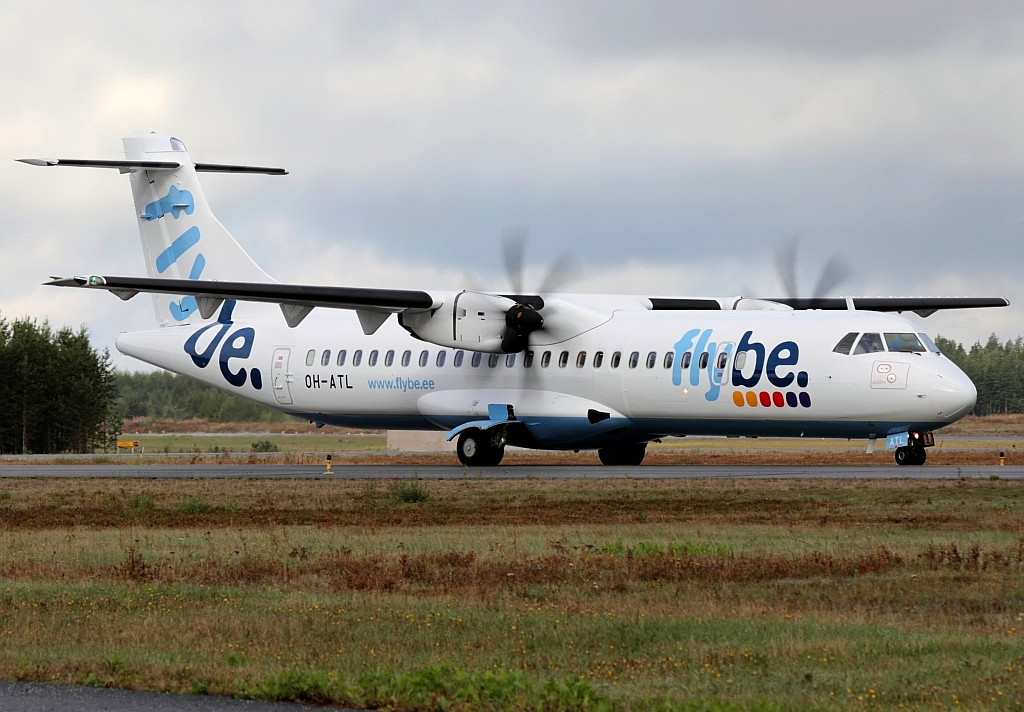
フライビー・フィンランド ATR 72-500

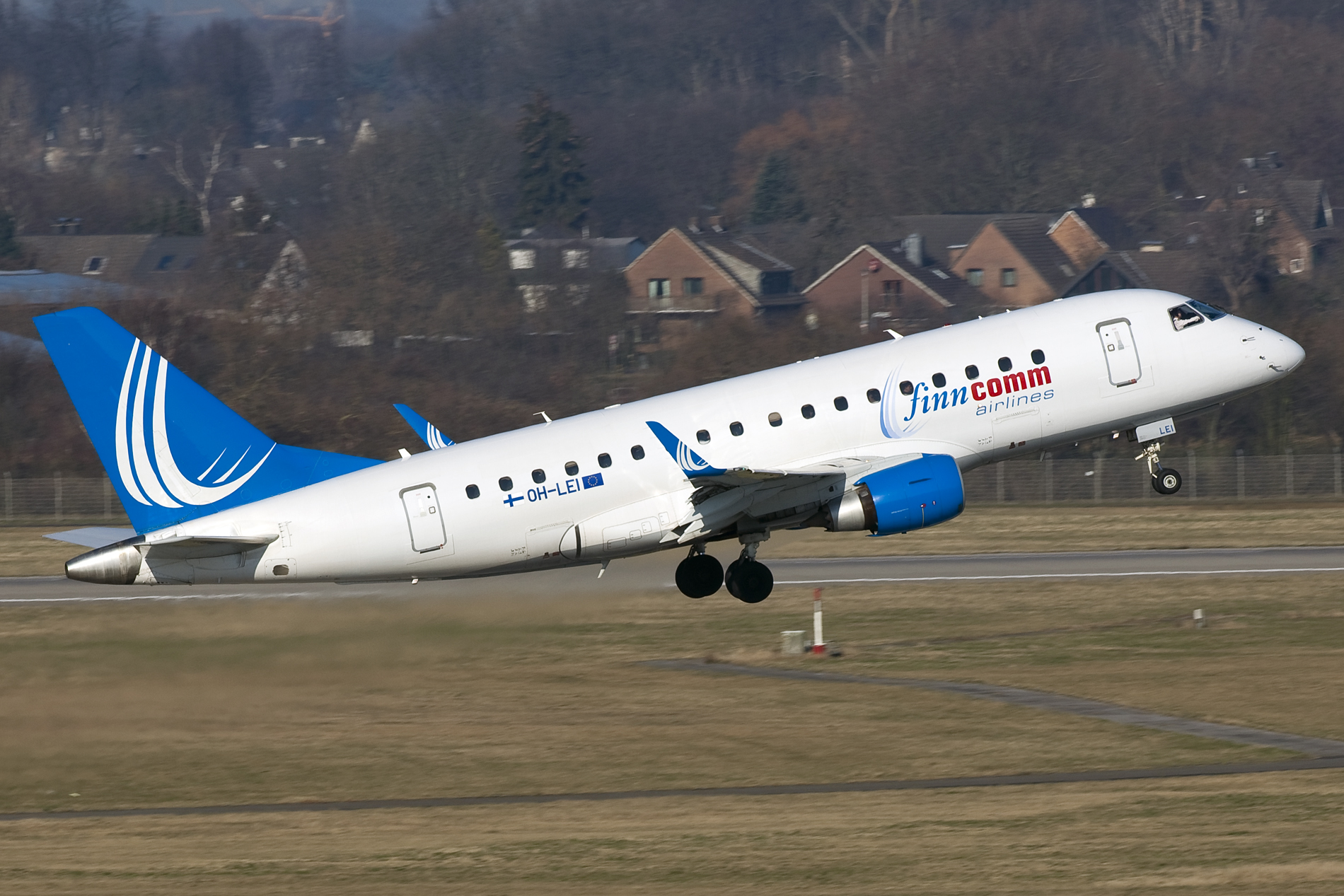
旧フィンコム航空塗装 エンブラエル 170

親会社のフィンランド航空は、経営合理化策として路線の移管とフィンエアー・グループ全体の便数増加を進めており、ノルディック・リージョナル・エアラインズが運航する便名には、フィンランド航空のIATAコードである『AY』が付与される。
- フィンランド
  - ヘルシンキ（ハブ空港）
  - ケミ
  - コッコラ
  - ポリ
  - サヴォンリンナ
  - セイナヨキ
  - バルカウス
  - エノンテキオ
  - タンペレ
  - トゥルク
  - ユヴァスキュラ
  - ヴァーサ
  - ヨエンスー
  - クオピオ
  - クーサモ
  - オウル
  - イヴァロ
  - キッティラ
  - カヤーニ
  - ロヴァニエミ
- フィンランド（自治領）
  - マリエハムン（オーランド自治領）
- デンマーク
  - コペンハーゲン
- ロシア
  - サンクトペテルブルク
  - カザン
  - ニジニ・ノヴゴロド
  - サマーラ
- エストニア
  - タリン
  - タルトゥ
- ラトビア
  - リガ
- リトアニア
  - ヴィリニュス
- スウェーデン
  - ストックホルム（ブロンマ）
  - ストックホルム（アーランダ）
  - ノーショーピン
  - シェレフテオ
  - ヴィスビュー
- ノルウェー
  - トロンハイム
  - オスロ
  - トロムソ
- ポーランド
  - ワルシャワ
  - グダニスク・レフ・ワレサ
- ハンガリー
  - ブダペスト
- ドイツ
  - デュッセルドルフ
  - ハンブルク
  - シュトゥットガルト
- スイス
  - ジュネーヴ
- オーストリア
  - ウィーン
- フランス
  - パリ
- ベルギー
  - ブリュッセル
- イギリス
  - マンチェスター

## 機材

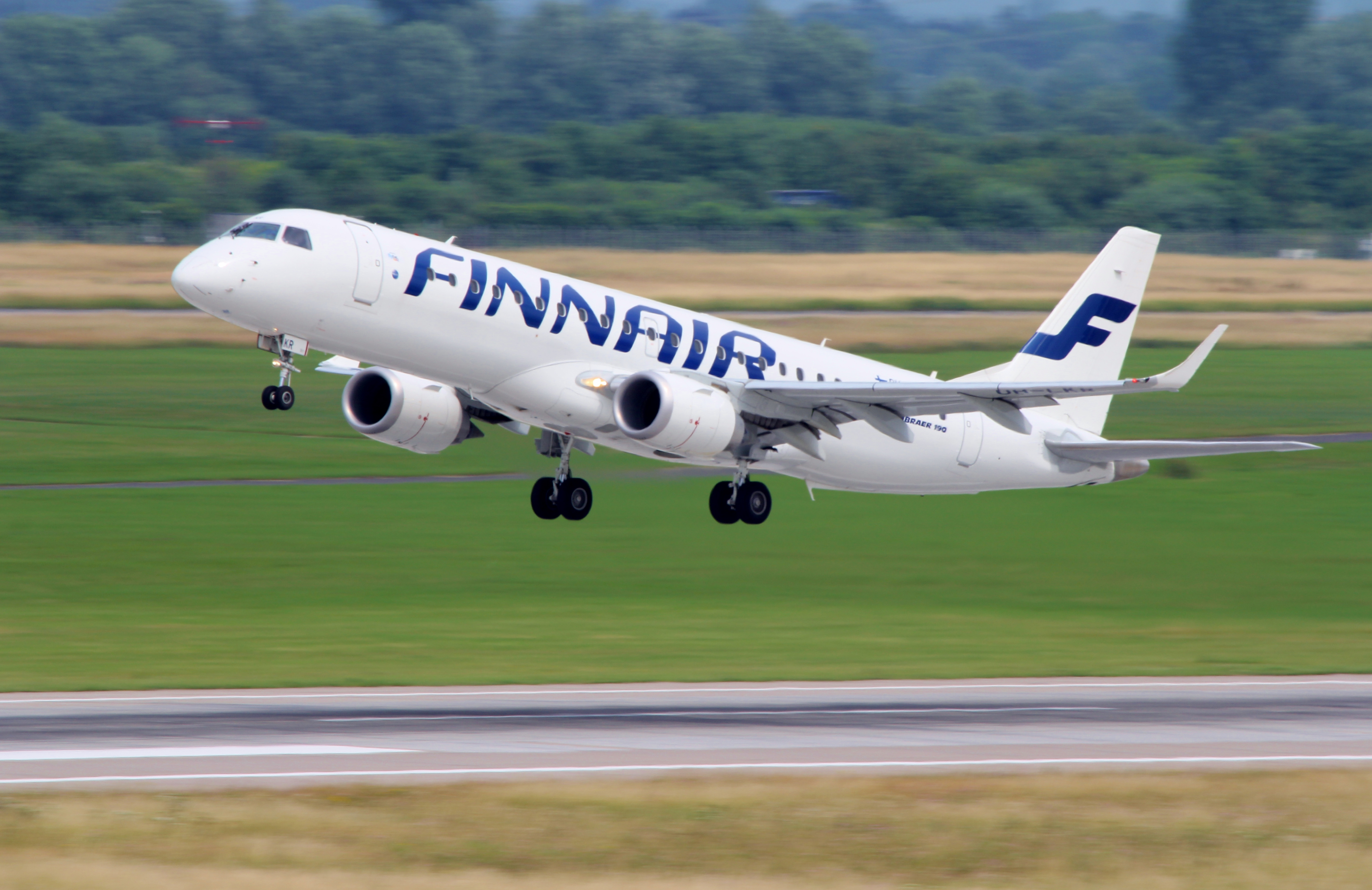
エンブラエル 190

### 現在の保有機材
| 機種             | 保有数 | 発注数 | 座席数 | 備考                         |
| ---------------- | ------ | ------ | ------ | ---------------------------- |
| エンブラエル 190 | 12     |        | 68     | フィンランド航空との共通機材 |
| エンブラエル 190 | 12     | 72     |        | フィンランド航空との共通機材 |
| ATR72-500        | 12     |        | 100    | 11機はフィンランド航空塗装   |

### 退役機材
旧フィンコム航空時代からの機材も含まれる。

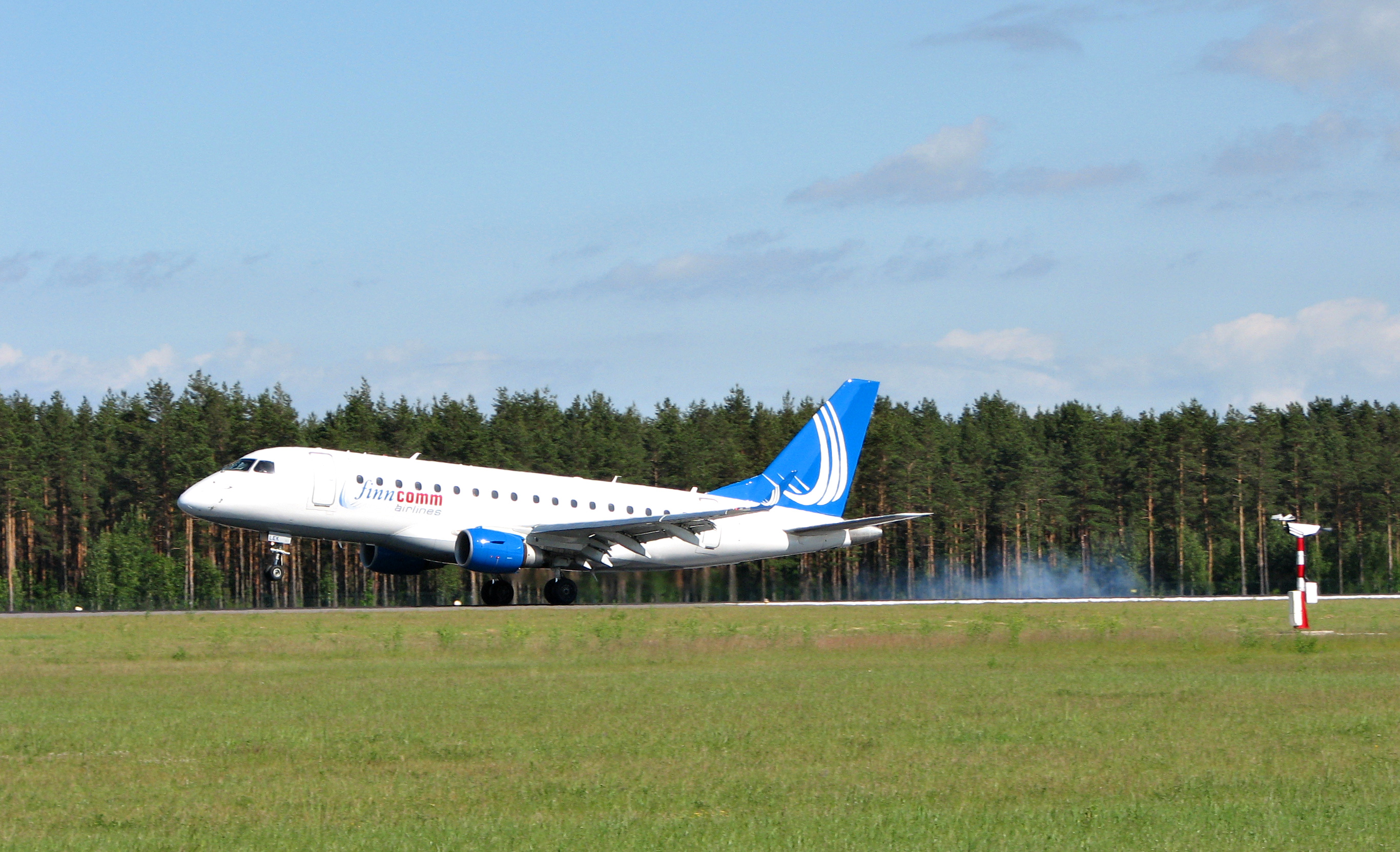
エンブラエル ERJ 145

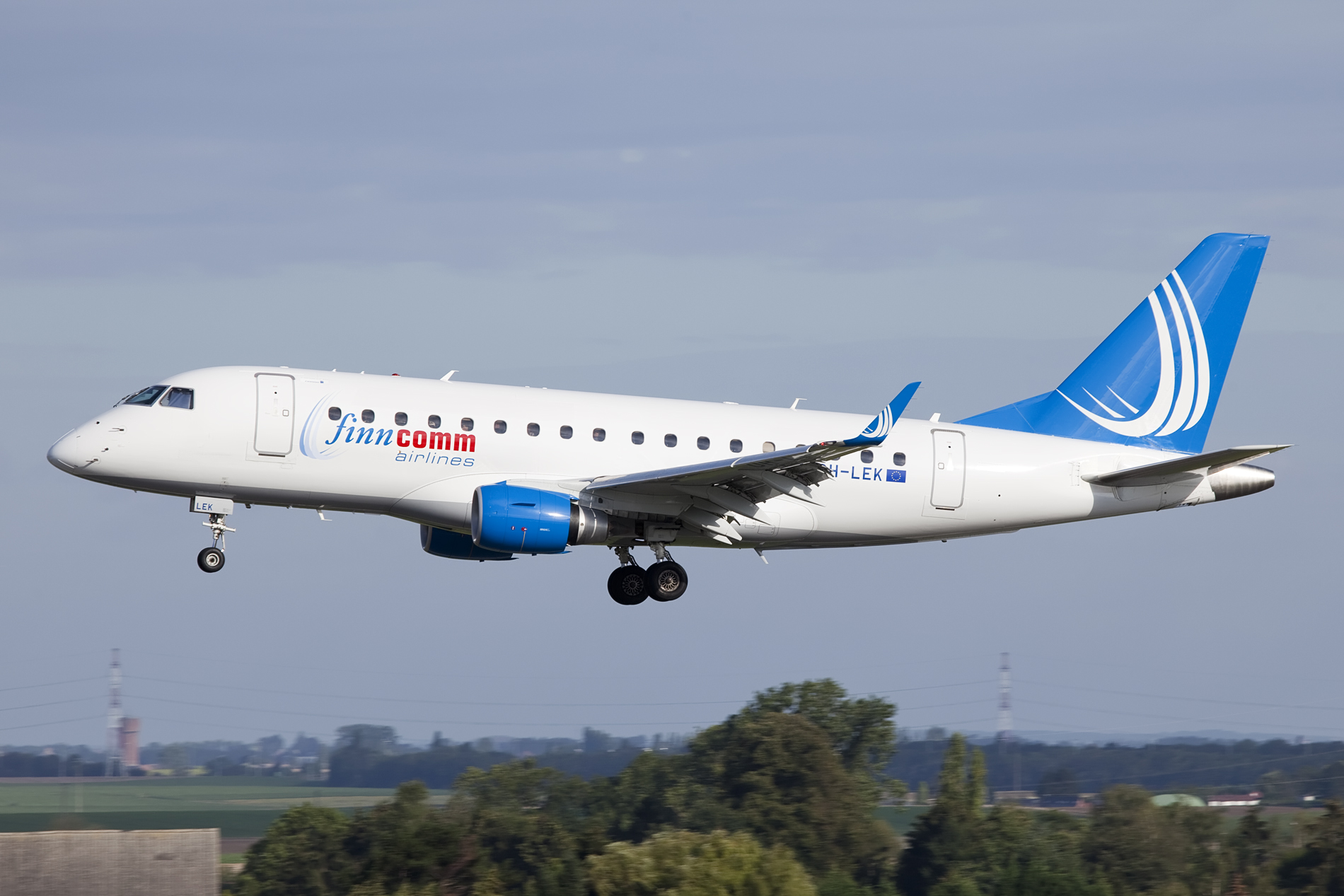
エンブラエル 170

- セスナCessna 402 1機（機体記号：OH-CHS）
- エンブラエル ERJ 145LU 2機（機体記号：OH-EBE, OH-EBF）
- 三菱重工業 MU-2N 2機（機体記号：OH-STA, OH-WBA）
- SAABサーブ 340 3機（機体記号：OH-FAE, OH-ISE, OH-FAF）
- ATR 42-500 3機（機体記号：OH-ATA）
- エンブラエル 170 9機